# Colpo di stato in Lituania del 1919
Con tentato colpo di stato polacco in Lituania del 1919 si fa riferimento a un non riuscito golpe ordito dal presidente polacco Józef Piłsudski e finalizzato a rovesciare l'allora governo della Lituania facente capo al primo ministro Mykolas Sleževičius. Lo scopo era installare un governo filo-polacco che si sarebbe dimostrato a favore di un'unione con la Polonia. I militanti dell'organizzazione paramilitare polacca nota in acronimo come OMP avevano il compito di supervisionare le operazioni utili a completare il colpo di Stato, il quale avrebbe dovuto avere luogo nell'agosto del 1919. Il modus operandi prevedeva di far sì che il complotto sembrasse stato ideato e supportato dai lituani stessi allo scopo di liberare il loro governo dall'influenza tedesca. Per tale motivo, occorreva il supporto di attivisti lituani solidali alla causa biancorossa. Varsavia fu ostacolata dalla mancanza di cooperazione e dalla riluttanza di un numero sufficiente di lituani a sostenere la sua causa.
Dopo la rivolta di Sejny, una rivolta polacca eseguita contro le autorità lituane in una delle regioni di confine contese, l'intelligence lituana aveva intensificato le sue indagini sulla minoranza polacca e sui simpatizzanti localizzati in Lituania, scoprendo i progetti per il rovesciamento del governo. I lituani, non conoscendo chi fosse effettivamente affiliato all'OMP, arrestarono numerosi attivisti polacchi e non, riuscendo comunque a destabilizzare la rete di sovversivi in maniera abbastanza netta da impedire che il golpe avesse successo. In seguito, si riuscì ad ottenere l'elenco completo dei membri e i paramilitari in Lituania si sciolsero del tutto. Se si pensa anche a quanto accaduto nella questione della Lituania centrale, il colpo di stato mise ulteriormente a dura prova le relazioni polacco-lituane nel periodo interbellico.

## Contesto storico

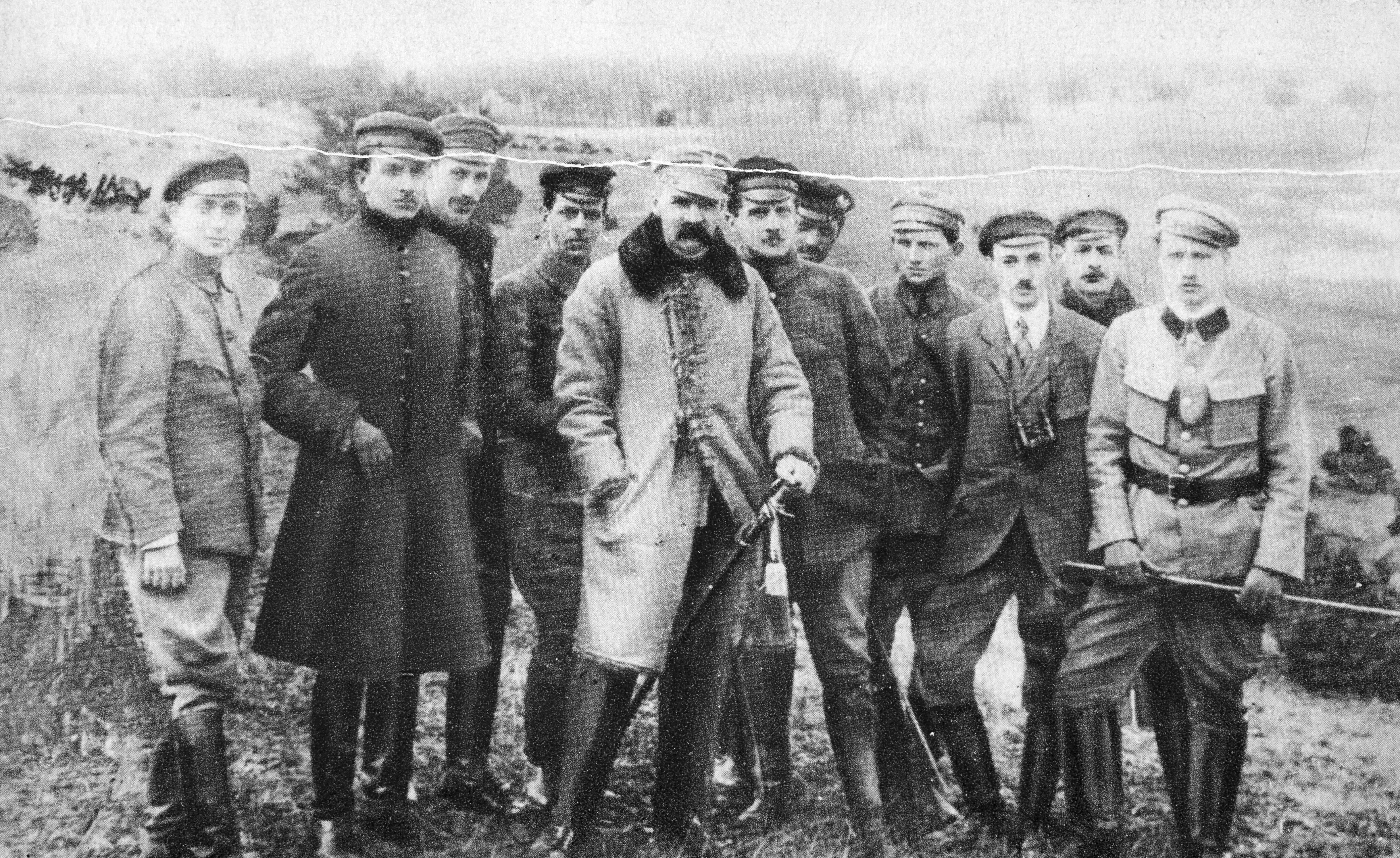
Józef Piłsudski con il Comando Supremo dell'Organizzazione Militare Polacca nel 1917

La Polonia e la Lituania erano state in passato parte di un unico Stato, la Confederazione polacco-lituana, dall'Unione di Lublino avvenuta nel 1569 alla terza spartizione nel 1795. Sia la Polonia che la Lituania riconquistarono la propria l'indipendenza tra le conseguenze della prima guerra mondiale, ma presto entrambe furono coinvolte in dispute territoriali relative alla regione di Suwałki e quella di Vilnius. Durante la guerra polacco-sovietica, Varsavia scagliò una controffensiva ai danni dell'Unione Sovietica quando fu in grado di reagire ed espugnò Vilnius (Wilno) durante l'aprile del 1919. I baltici avevano assegnato alla città il titolo di capitale, in virtù del suo passato e del suo ruolo di centro principale nel Granducato e della Lituania Propria. Dal canto loro, i polacchi aspiravano all'ampliamento dei loro territori con la speranza di raccogliere sotto la stessa bandiera la grande comunità polacca locale presente, la quale invero occupava a livello numerico il primo posto per percentuale di abitanti se si esclude come etnia quella lituana. Il Capo di Stato polacco Józef Piłsudski sognava di giungere a un'unione con la Lituania nella speranza di riportare in auge l'antica Confederazione polacco-lituana e i possedimenti che ne facevano parte (si veda Międzymorze). I lituani si dimostrarono scettici alla proposta, credendo che qualora il progetto si fosse realizzato avrebbero perso la loro sovranità nella federazione così come ideata dal leader polacco: pertanto, la maggioranza si dichiarò favorevole a preservare un proprio stato nazionale. Malgrado le relazioni polacco-lituane non furono immediatamente ostili dopo la Grande Guerra, esse peggiorarono quando entrambe le parti rifiutarono di scendere a compromessi.
All'aumentare delle tensioni, la Lituania chiese al Consiglio supremo di guerra alleato di intervenire: questo propose due linee di demarcazione per prevenire aperte ostilità, tracciate nel giugno e nel luglio 1919 (la seconda era conosciuta come linea Foch). Tuttavia, la Polonia ignorò entrambe le linee e avanzò più a fondo nel territorio controllato dalla Lituania. Di fronte alle pressioni degli Alleati, Józef Piłsudski, indubbiamente coinvolto nella pianificazione del golpe, non desiderava aprire le ostilità polacco-lituane, le quali avrebbero potuto generare spargimenti di sangue e tensioni ancora maggiori tra le due nazioni. Al contrario, poiché pensava che ci fossero abbastanza simpatizzanti polacchi in Lituania per attuare il suo piano, decise di pianificarne in sintonia con il suo stato maggiore volto a rovesciare il governo lituano.

## Preparativi
La pianificazione iniziò a metà luglio 1919: all'epoca la Polonia firmò un cessate il fuoco nel corso della guerra polacco-ucraina. La Lituania era stata in quel tempo invasa dai bermontiani (volontari della Russia occidentale) dal nord, mentre i volontari sassoni, i quali avevano collaborato con i baltici nel respingimento dei sovietici qualche tempo prima, stavano lasciando le file dell'esercito lituano. Piłsudski stava pianificando di sfruttare la rete dell'Organizzazione Militare Polacca (OMP), un'associazione clandestina creata durante la prima guerra mondiale per scopi diversivi e operazioni di intelligence. Il 31 luglio, Piłsudski e il diplomatico polacco Leon Wasilewski arrivarono a Vilnius, allora controllata dalla Polonia: il reale scopo della visita resta avvolto nel mistero. In seguito, il presidente disse che era giunto in città per negoziare con i lituani, guidati da Augustinas Voldemaras, ma lo storico Vytautas Lesčius suggerisce che stava mirando a intrattenere colloqui con i proprietari terrieri filo-polacchi della regione di Vilnius. Il 3 agosto, Wasilewski arrivò a Kaunas, la capitale provvisoria della Lituania, desideroso di negoziare con il primo ministro Mykolas Sleževičius. La missione polacca dichiarò che la Polonia non aveva intenzione di annettere la Lituania e propose un plebiscito da tenere nei territori contesi, consentendo così agli abitanti locali di determinare il loro futuro. I baltici risposero dal canto loro che i territori contesi erano parte integrante della Lituania e respinsero la proposta. I negoziati si interruppero e Wasilewski lasciò Kaunas il 7 agosto. A posteriori, si comprese che le discussioni avvennero anche per valutare la fattibilità del colpo di stato, il livello di preparazione dell'OMP e il come avrebbero reagito i diplomatici lituani all'ipotesi di suggellare un'unione con la Polonia.
Dopo il fallimento della missione diplomatica di Wasilewski, i quotidiani polacchi aumentarono le operazioni di propaganda anti-lituana. Tra le versioni più cavalcate, figurava quella secondo cui il Consiglio della Lituania era in realtà un fantoccio filo-tedesco, il quale ignorava la volontà di Varsavia di concludere un'alleanza perché essa avrebbe generato problematiche con Berlino. I media polacchi riferivano inoltre di una crescente corrente antigovernativa tra i lituani. Una simile informazione appariva in linea con i piani polacchi di presentare il golpe come frutto di un'iniziativa della popolazione locale per liberare la Lituania dalla dominazione tedesca. Mentre i cospiratori contavano sull'intervento militare delle truppe polacche regolari, il governo centrale sosteneva di essere assolutamente estraneo al progetto di insediamento a Kaunas. L'obiettivo ufficiale del piano polacco prevedeva di passare attraverso due distinte fasi:
- La creazione di una Lituania indipendente, potente, realmente democratica, desiderosa di suggellare con la Polonia un'unione e con un'autonomia federale quanto maggiore possibile;
- Accettazione della minoranza polacca in Lituania anche all'interno nel governo lituano e riconoscimento della lingua polacca come quella ufficiale al fianco di quella lituana".[20]

L'OMP reclutò diversi attivisti lituani, tra cui si annoveravano Stanisław Narutowicz, uno dei venti firmatari dell'Atto d'indipendenza della Lituania, Juozas Gabrys, un politico e diplomatico, Jurgis Aukštuolaitis e Klemensas Vaitiekūnas. Il 20-22 agosto 1919, Wasilewski e Tadeusz Kasprzycki insieme a Narutowicz e Aukštuolaitis pianificarono i dettagli del colpo di stato. Durante il colpo di stato, previsto per la notte tra il 28 e il 29 agosto, i ribelli dovevano catturare Kaunas e mantenerla fino all'arrivo delle unità regolari polacche invitate a proteggere la città. Il Consiglio della Lituania e il governo baltico dovevano essere deposti e sostituiti da un gabinetto filo-polacco. Il generale Silvestras Žukauskas avrebbe dovuto rivestire il ruolo di dittatore militare nella nuova realtà, con Aukštuolaitis come suo secondo in comando e Narutowicz come capo del governo civile. Il generale Žukauskas, allora comandante in capo delle forze lituane, non era a conoscenza del colpo di stato, ma lo si preferiva per via del suo atteggiamento generalmente amichevole nei confronti della Polonia e della sua ipotetica propensione a sostenere i dettami di Varsavia. Altre cariche andarono riservate a Mykolas Biržiška, Jonas Vileišis, Steponas Kairys, Juozas Tūbelis e altri, ugualmente ignari del piano. Aukštuolaitis ricevette 800 000 marchi tedeschi e ne furono promessi altri 300 000 per finanziare l'intera operazione.

## Fallimento del golpe

Mappa delle linee di demarcazione del 18 giugno (verde chiaro) e 26 luglio (verde scuro) del 1919 tra la Polonia e la Lituania. La Polonia ignorò entrambe le linee e continuò ad avanzare fino alla linea arancione chiaro.

Malgrado l'accortezza dei preparativi, il procedimento entrò presto in crisi per via della scarsa comunicazione e dall'eccessivo timore di alcuni attivisti dell'OMP nell'esporsi pubblicamente. Piłsudski non riuscì a scoraggiare le cellule locali dalla prosecuzione della rivolta di Sejny nella regione di Suwałki, la quale dopo la fase iniziale godeva di scarso appoggio esterno. Inoltre, egli affermava che guadagnarsi una cattiva reputazione non era certo quello di cui aveva bisogno per costituire la tanto agognata federazione. I membri dell'OMP in Lituania affermarono che la rivolta di Sejny aveva danneggiato la loro reputazione, con il risultato che molti dei precedenti sostenitori rigettarono l'idea della rivolta a Kaunas.
Le prime sommosse andarono posticipate al 1º settembre 1919. Tuttavia, poiché non ancora avvisate, alcune unità sovversive iniziarono ad eseguire i compiti loro assegnati (es. taglio dei cavi telegrafici, danneggiamento delle ferrovie, ecc.) come programmato in precedenza per la notte del 27-28 agosto. L'intelligence lituana riuscì ad intercettare e decodificare l'ordine di ritardare la presa del potere: pur avendo già scoperto che i polacchi stessero tramando qualcosa, essi non erano certi di chi fossero i responsabili né di quando potesse avvenire l'operazione. Il governo lituano scoprì del taglio dei cavi del telegrafo e dell'ordine intercettato la mattina del 28 agosto, ma sottovalutò la minaccia e non adottò delle misure efficaci.
Un gruppo di 18 ufficiali dell'esercito lituano, con la tacita approvazione di Sleževičius, decise di assumere comunque l'iniziativa. Temendo che i paramilitari si fossero infiltrati nell'esercito, decisero segretamente di dare luogo ad arresti di massa dei sostenitori polacchi nella notte tra il 28 e il 29 agosto. Poiché non sapevano esattamente chi c'era dietro la cospirazione, i lituani arrestarono gli attivisti polacchi più importanti sorpresi a Kaunas. Diverse dozzine di fermi avvennero nel corso della prima notte, tra cui Aukštuolaitis e 23 ufficiali polacchi in servizio nell'esercito lituano. Entro la seconda notte, il numero di polacchi arrestati crebbe a 200. A Kaunas si dichiarò lo stato dI emergenza e, ben presto, la stampa biancorossa reagì alla notizia riportando come una simile strategia messa in atto dai lituani riguardasse semplicemente persone "a cui l'unica accusa che può essere mossa è quella di essere polacchi". La propaganda di Varsavia sottolineò come si fosse di fronte ad una dimostrazione palese delle politiche anti-polacche attuate dal governo lituano al soldo dei teutonici.
Poiché i lituani non disponevano di una lista dei cospiratori, non si riuscì a rintracciare subito i pesci più grossi. Essendo i distretti provinciali dell'Organizzazione Militare Polacca rimasti intatti, il 17 settembre 1919 si pianificò un secondo tentativo di colpo di stato previsto per la fine del mese. Anche questa pianificazione fu scoperta: una donna lituana riuscì a convincere Petras Vrubliauskas, vice comandante dell'OMP a Vilnius, a trasferire l'archivio dei propri documenti ai baltici. Il 21 settembre i lituani ottennero un elenco completo dei membri dell'organizzazione e i loro sostenitori arrestandoli nei giorni successivi. Compromessa in così grave modo la stabilità dei sovversivi, l'OMP cessò di funzionare in territorio lituano.

## Conseguenze
I lituani accusarono 117 persone durante un processo militare tenutosi dall'11 al 24 dicembre 1920. Sei dei principali fautori furono condannati all'ergastolo, ma le sanzioni generalmente variavano da 8 mesi di carcere a 15 anni. Almeno 15 persone furono assolte con formula piena. Nel 1928 non si contavano più membri dell'OMP nelle carceri lituane: alcuni furono scambiati con prigionieri lituani o rilasciati in anticipo. Il generale Žukauskas finì rimosso dal suo incarico di comandante dell'esercito lituano per via delle sue simpatie nei confronti della Polonia per gran parte degli anni finali della sua carriera. Il governo polacco inizialmente negò che ci fosse stato un colpo di stato; in seguito ammise che la gente del posto pianificava una rivolta, ma continuò a sostenere di non avervi preso parte. Il tentativo mise ulteriormente a dura prova le relazioni bilaterali, rendendo Kaunas ancora più intransigente e spaventata dalla prospettiva dell'annessione polacca.

## Giudizio storiografico
Il colpo di stato pianificato dai polacchi è stato bollato dagli storici come infattibile e troppo frettoloso per i seguenti motivi. Il piano di Piłsudski si basava su false ipotesi e informazioni errate, le quali indicavano erroneamente che il governo di Sleževičius appariva profondamente impopolare e che la popolazione lituana in generale si mostrava relativamente amichevole con la Polonia. Nessun politico di etnia lituana di un certo spessore dichiarò il suo sostegno al piano, basato tra l'altro sul presunto e mai confermato sostegno del generale Žukauskas. Narutowicz, che doveva guidare il governo civile, era sì un polacco, ma l'OMP era debole e incapace di assumere il controllo se il colpo di stato avesse incontrato una resistenza significativa: l'intervento dell'esercito polacco avrebbe portato solo ulteriori spargimenti di sangue e minato l'idea di un'unione o alleanza volontaria con la Polonia. L'unico gruppo che appoggiò il colpo di stato era la minoranza polacca in Lituania, sempre più alienata e malvista dalle politiche del governo lituano. Malgrado tale avversità, secondo il censimento lituano del 1923, i cittadini di etnia polacca ammontavano solo al 3,2% della popolazione totale al di fuori della regione di Vilnius. Anche alcuni stessi membri dell'OMP avevano invero avanzato delle riserve in corso d'opera per via dalla scarsa comunicazione e dall'eccessiva ansia di alcuni attivisti.